# Reason (czasopismo)
Reason – amerykański miesięcznik o profilu libertariańskim publikowany przez Reason Foundation. Średni nakład czasopisma wynosi 70 000 egzemplarzy. W 2003 i 2004 zostało określone przez Chicago Tribune jednym z pięćdziesięciu najlepszych czasopism

## Historia
Reason został założony w 1968 przez Lanny Friedlander jako gazeta wydawana mniej lub więcej razy w miesiącu. W 1970 kupili ją Robert W. Poole, Jr., Manuel S. Klausner oraz Tibor R. Machan, którzy rozpoczęli regularne wydawanie gazety.
Od 2008 redaktorem naczelnym magazynu jest Matt Welch, natomiast redaktorem zarządzającym Katherine Mangu-Ward.